# Peter Schreiner (Fußballspieler)
Peter Schreiner (* 30. Mai 1952) ist ein ehemaliger deutscher Fußballspieler.

## Werdegang
Der Stürmer Peter Schreiner wechselte im Jahre 1974 vom Ahlener SV zum Zweitligisten Arminia Bielefeld. Von 1974 bis 1976 absolvierte Schreiner 19 Zweitligaspiele für die Ostwestfalen. Sein einziges Tor für die Bielefelder erzielte er am 4. Spieltag der Saison 1975/1976 beim 2:0-Sieg über den ostwestfälischen Nachbarn DJK Gütersloh. 1976 verließ Schreiner die Arminia und kehrte zum Ahlener SV zurück.